# Leptoclinides macrotestis
Leptoclinides macrotestis is een zakpijpensoort uit de familie van de Didemnidae. De wetenschappelijke naam van de soort is voor het eerst geldig gepubliceerd in 1977 door Romanov.